# Puits-la-Vallée
Puits-la-Vallée é uma comuna francesa na região administrativa de Altos da França, no departamento de Oise. Estende-se por uma área de 4,31 km². Em 2010 a comuna tinha 209 habitantes (densidade: 48,5 hab./km²).
| Ano  | N° de habitantes | Densidade |
| ---- | ---------------- | --------- |
| 1968 | 131              | 30,4      |
| 1975 | 132              | 30,6      |
| 1982 | 125              | 29,0      |
| 1990 | 150              | 34,8      |
| 1999 | 195              | 45,2      |
| 2006 | 200              | 46,3      |